# Świadkowie Jehowy w Wybrzeżu Kości Słoniowej
Świadkowie Jehowy w Wybrzeżu Kości Słoniowej – społeczność wyznaniowa w Wybrzeżu Kości Słoniowej, należąca do ogólnoświatowej wspólnoty Świadków Jehowy, licząca w 2023 roku 12 712 głosicieli, należących do 227 zborów. Na dorocznej uroczystości Wieczerzy Pańskiej w 2023 roku zgromadziło się 52 398 osób. Działalność miejscowych wyznawców koordynuje Biuro Oddziału w Abidżanie.

## Historia

### Początki
Początek działalności tego wyznania w tym kraju datuje się na luty 1948 roku. Wówczas William C. Walden i George L. Covert pierwsi misjonarze, absolwenci Szkoły Gilead przybyli do Abidżanu. W marcu 1949 roku w stolicy otworzono Biuro Oddziału. W roku 1951 przybyli kolejni misjonarze. W 1953 roku zanotowano liczbę 17 głosicieli. 1 kwietnia 1954 roku w stolicy utworzono pierwszy zbór.

### Rozwój działalności
W 1955 roku w kraju odbył się pierwszy kongres pod hasłem „Tryumfujące Królestwo”. W roku 1958 w Bouaké utworzono kolejny zbór. W 1959 roku odbył się kongres pod hasłem „Czuwający słudzy” z udziałem 163 obecnych. W następnych latach wyznawcy z tego kraju byli delegatami na kongresy, odbywające się w sąsiednich krajach.
W 1964 roku zanotowano liczbę 143 głosicieli. W roku 1966 rozpoczęły się aresztowania i prześladowania wyznawców, które trwały ponad rok. We wrześniu 1967 roku zorganizowano kongres pod hasłem „Dzieło czynienia uczniów”, w którym uczestniczyło 460 osób. W roku 1968 przekroczono liczbę 220 głosicieli, a rok później – 340. W październiku 1968 roku w kongresie pod hasłem „Dobra nowina dla wszystkich narodów” brało udział 646 osób, a 21 zostało ochrzczonych.
1 września 1971 roku ponownie otwarto Biuro Oddziału. W grudniu 1969 w Abidżanie odbył się kongres pod hasłem „Pokój na ziemi”, w którym udział wzięło 929 osób, a w grudniu 1970 roku kongres międzynarodowy pod hasłem „Ludzie dobrej woli”, wzięły w nim udział 1003 osoby. W roku 1973 przybyli kolejni misjonarze. W grudniu 1973 roku w stolicy odbył się kongres międzynarodowy pod hasłem „Boskie zwycięstwo” z udziałem ponad 2080 obecnych. W 1975 roku przekroczono liczbę 1000 głosicieli. W grudniu 1978 roku w Abidżanie odbył się kolejny kongres międzynarodowy pod hasłem „Zwycięska wiara” z udziałem ponad 2700 delegatów z 19 krajów.
W 1982 roku otwarto nowe Biuro Oddziału. W kraju działało ponad 1540 głosicieli, w roku 1985 – 2000, w 1989 roku – 3000, w 1992 roku – 4000, w 1995 roku – 5000, a rok później – 6000. W 1996 roku w Daloa otwarto Salę Zgromadzeń. W grudniu 1998 roku w Abidżanie odbył się kongres międzynarodowy pod hasłem „Boża droga życia”. Program przedstawiono po francusku, angielsku i w języku twi. Chociaż w kraju było wtedy tylko 6000 głosicieli, a z zagranicy przybyło około 500 delegatów, to w kongresie uczestniczyło 16 009 osób.
29 marca 2003 roku oddano do użytku rozbudowane Biura Oddziału w Abidżanie. W roku 2005 w kraju działało 7000 głosicieli, w 2009 roku liczba ta wyniosła 8358. W grudniu 2009 roku w Abidżanie odbył się kongres międzynarodowy pod hasłem „Czuwajcie!”. W 2010 roku zanotowano liczbę 8885 głosicieli, w roku 2011 – 9146, w roku 2013 – 9664, w 2014 roku – 10 660, a w roku 2020 – 12 269. W roku 2011 głównie w czasie trwania wojny domowej udzielono pomocy humanitarnej potrzebującym.
10 sierpnia 2018 roku na kongresie pod hasłem „Bądź odważny!” w Abidżanie ogłoszono wydanie Chrześcijańskich Pism Greckich w Przekładzie Nowego Świata w języku baule. 7 kwietnia 2020 roku w związku z pandemią COVID-19 program uroczystości Pamiątki śmierci Jezusa Chrystusa nadały stacje radiowe i telewizyjne.
25 czerwca 2022 roku Christophe Coulot z miejscowego Komitetu Oddziału ogłosił wydanie Pisma Świętego w Przekładzie Nowego Świata w języku baule. Język ten ma około 5 milionów użytkowników, którzy mieszkają w Wybrzeżu Kości Słoniowej i Ghanie. Z nagranego wcześniej programu skorzystało ponad 12 000 osób. Językiem tym posługuje się 1040 głosicieli w 24 zborach i 16 grupach. 7 stycznia 2024 roku Jules Bazié z miejscowego Komitetu Oddziału ogłosił wydanie Biblii — Ewangelii według Mateusza w języku dan. Ze specjalnego programu w mieście Man skorzystały 302 osoby, a kolejnych 257 osób w trybie wideokonferencji. Językiem tym posługuje się 254 głosicieli w 4 zborach i 6 grupach.
Kongresy odbywają się w języku abe, angielskim, attie, baule, bete, dan, ewe, francuskim, guere, guru, migowym Wybrzeża Kości Słoniowej, nzema i twi.
Miejscowe Biuro Oddziału nadzoruje tłumaczenie literatury biblijnej na języki: abe, anyi (indenie), attie, baule, bete, dan, dida (Lakota), guere, guro, senufo (cebaara) oraz język migowy Wybrzeża Kości Słoniowej. W mieście Man znajduje się Biuro Tłumaczeń języka jacouba.